# 密脉杭子梢
密脉杭子梢（学名：Campylotropis bonii）为豆科杭子梢属下的一个种。

## 扩展阅读
- 維基物種上的相關：密脉杭子梢